# Horst Hrubesch
Horst Hrubesch, född 17 april 1951 i Hamm, är en tysk före detta professionell fotbollsspelare och numera tränare. Han är mest känd för sina två mål i EM-finalen 1980 samt framgångarna med Hamburger SV i början av 1980-talet.

## Biografi
Horst Hrubesch var en kraftfull anfallare i Hamburger SV och det västtyska landslaget i början av 1980-talet. Han var nickspecialist och avgjorde bland annat EM-finalen 1980 med två mål. Han firade stora framgångar med Hamburger SV med vilka han blev Europacupmästare 1983. Efter den aktiva karriären har Hrubesch arbetat som tränare. 

### Tränarkarriär
Hrubesch ledde Tysklands U21-herrlandslag i fotboll till guld i U21-EM 2009 i Sverige. Med det tyska herrlaget som deltog vid olympiska sommarspelen 2016 i Brasilien vann han en silvermedalj. I mars 2018 övertog Hrubesch tillfällig Tysklands damlandslag i fotboll som tränare.

## Meriter
- 21 A-landskamper (6 mål) för Västtyskland 1980-1982
- VM i fotboll: 1982
  - VM-silver 1982
- EM i fotboll: 1980
  - Europamästare 1980

- Europacupmästare: 1983
- Tysk mästare: 1979, 1982, 1983